# 里弗賽德鎮區 (密歇根州)
里弗賽德鎮區（英語：Riverside Township）是位於美國密歇根州米索基縣的一個行政鎮區。

## 地方資料
里弗賽德鎮區的面積為92.12平方千米，當中陸地面積為91.60平方千米，而水域面積為0.52平方千米。根據2020年美國人口普查的數據，當地共有人口1124人，而人口密度為每平方千米12.2人。